# نعمة بيروية
نعمة بيروفية أو زوفا السياج البيروفية أو عشبة الفقراء البيروفية (الاسم العلمي:Gratiola peruviana) (بالإنجليزية: Peruvian hedgehyssop)‏ هي نوع من النباتات يتبع جنس الغراتيولا من الفصيلة الحملية. وتسمى أيضاً لبلاب المجوس الجنوبي (بالإنجليزية: Austral Brooklime)‏ لتشابهها مع زهرة الحواشي الغديرية أو الفيرونيكا الغديرية أو لبلاب المجوس المائي (بالإنجليزية: Brooklime)‏.